# Bernardí de Manlleu
Bernardí de Manlleu (Manlleu, maig de 1586 – Girona, 9 d’octubre de 1644), nascut amb el nom de Jaume Valls, va ser ambaixador de la Diputació del General a la Cort de Felip IV de Castella.
Va ingressar a l’orde dels caputxins, concretament al convent-noviciat de Santa Eulàlia de Sarrià, el 25 de setembre de 1605. En fer-ho, va adoptar el nom de “fra Bernardí de Manlleu”. En complir-se l’any de noviciat, va professar el 25 de setembre de 1606. Al convent de Sarrià, va exercir múltiples responsabilitats: guardià, definidor provincial, custodi del Capítol General.
Segons Valentí Serra de Manresa, Bernardí va gaudir de popularitat en tots els estaments socials de Catalunya. Va exercir de mentor espiritual de les famílies del duc de Cardona i el comte de Santa Coloma, i també va comptar amb l’estima de les classes popular, gràcies a les tasques de suport contra el contagi que es va viure el 1631 al Rosselló.
El 1640 va ser nomenat ambaixador de la Diputació del General. Amb aquest nomenament, Pau Claris volia protestar davant la cort castellana contra els greuges causats per les tropes allotjades a Catalunya. El 10 de maig de 1640, en una entrevista amb Felip IV i el comte-duc d’Olivares, va aconseguir alliberar els ambaixadors de la Generalitat que es trobaven detinguts a Alcalá de Henares i el compromís que les tropes allotjades al Principat abandonessin el país.
Arran de l’esclat revolucionari de la Guerra dels Segadors, Claris demana a Bernardí de Manlleu que romangui a Madrid, on restarà fins al 6 de desembre. El frare explica les gestions que va desenvolupar en el manuscrit Memorial de lo que se ha fet en eixa Cort. 